# Adduser
El comando adduser es la versión modificada del comando useradd y facilita la posibilidad de especificar algunos parámetros, como por ejemplo, del usuario a crear y el directorio de inicio (home) para asociarlo.
Se utiliza en los sistemas operativos Unix, tales como Linux,  y en los de tipo *BSD, como FreeBSD y Mac OS X.

## Características
De hecho, cuando se crea un nuevo usuario en el sistema, el programa utiliza la información en el archivo para ponerla en /etc/adduser.conf, que define una configuración estándar para todos los usuarios que se creen.
A diferencia del comando useradd, adduser puede introducir información adicional, que se resumen en el campo GECOS (General Electric Comprehensive Operating System), que permiten enriquecer la cuenta de usuario que se está creando. Esta información es:
- Nombre completo (normalmente el único utilizado)
- El número y el edificio de oficinas
- Interna
- Número telefónico

que es posible ver con el comando finger y modificar con chfn.

## Ejemplos de uso
Un ejemplo de la sintaxis del comando es la siguiente:
```
adduser 
nombre_usuario
 --home 
/directorio_home_del_usuario
```

## Diferencias entre distribuciones Linux
Las distribuciones de Red Hat Linux (y sus derivados), adduser es sólo un enlace al comando useradd. El comando adduser como versión avanzada de useradd, al menos en el campo de la Linux es patrimonio exclusivo de las distribuciones basadas en Debian, como Ubuntu.